# Molnia (satellite)
Pour les articles homonymes, voir Molnia.

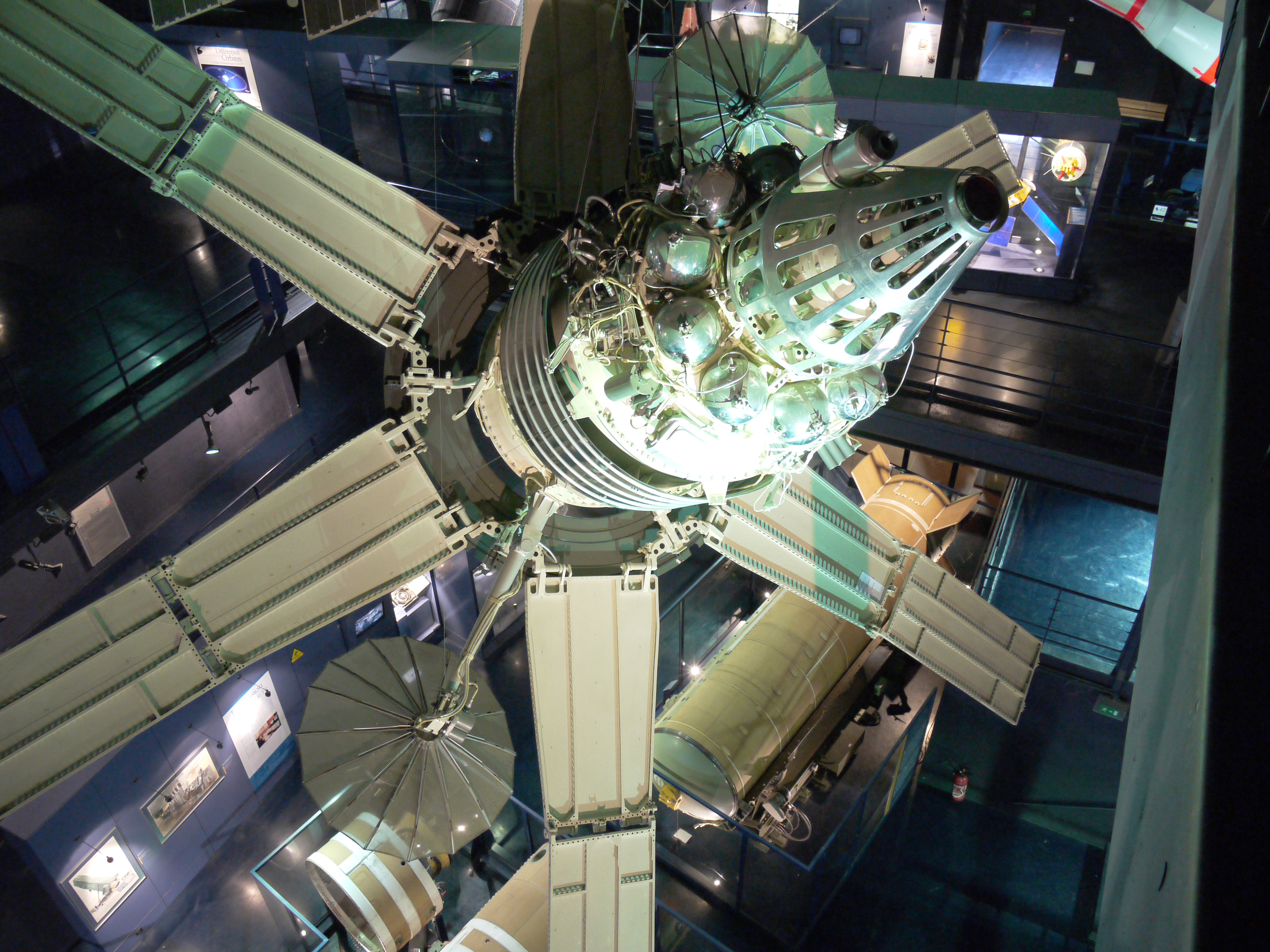
Maquette à l'échelle d'un satellite Molnia de première génération.

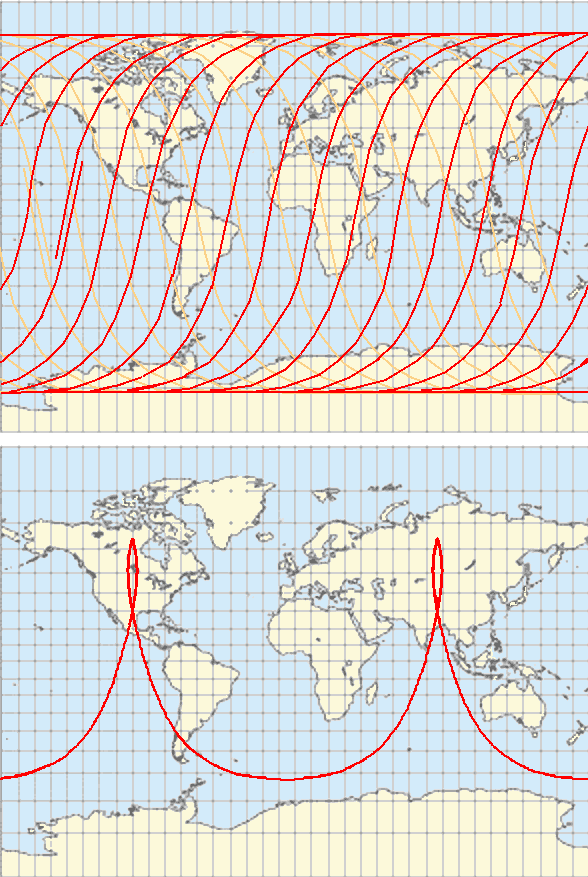
Trace au sol (point d'une orbite Molnia sur 24 heures (schéma du bas). Le schéma du haut au-dessus montre par comparaison la trace au sol d'un satellite en orbite basse.

Molnia (en russe : Молния, c'est-à-dire « éclair » en référence à la forme de sa trace au sol) est une famille de satellites de télécommunications à usage civil et militaire développé par l'Union soviétique dans les années 1960. Il s'agit du premier système de télécommunications par satellite soviétique. Pour pouvoir assurer la couverture des latitudes élevées qui caractérisent une grande partie du territoire de l'Union soviétique, ces satellites utilisent un nouveau type d'orbite haute dite orbite de Molnia. Trois générations de satellites de ce type (plus de 90 engins) ont été développées et ont joué un rôle important jusqu'à leur remplacement par les satellites Meridian fonctionnant selon le même principe et déployés progressivement depuis 2006.

## L'orbite de Molnia
L'orbite de ces satellites est une ellipse de forte excentricité avec un apogée de 40 000 km pour un périgée de 500 km. La période de révolution est de 12 heures. La trace au sol résultant de cette orbite permet à un satellite de couvrir le territoire russe de manière continue durant plus d'un tiers de son orbite ce qui permet à une constellation de trois satellites d'assurer une couverture permanente du territoire. L’inclinaison de 63,4° permet d'échapper aux perturbations d'orbite découlant de l'aplatissement du globe. Cette orbite est utilisée à l'époque car l'Union soviétique ne peut lancer de satellites géostationnaires depuis ses bases spatiales toutes situées à des latitudes trop élevées ou alors en réduisant fortement la capacité d'emport de ses lanceurs pour modifier l'inclinaison. Par ailleurs les satellites géostationnaires ne peuvent pas couvrir la fraction du territoire russe, relativement importante, située à une latitude supérieure à 81°.

## Historique
L'utilisation d'une orbite de Molnia aurait été présentée pour la première fois en 1959-1960 par un conférencier de la British Interplanetary Society et reprise immédiatement par les soviétiques. Dès l'année suivante le premier satellite Molnia est mis en chantier. Pour placer le satellite sur son orbite haute, on retient le lanceur des premières sondes spatiales martiennes et vénusiennes. Cette version de la R-7 Semiorka, qui est doté d'un troisième étage (bloc L), sera par la suite désignée sous l'appellation Molnia et deviendra le lanceur exclusif des satellites circulant sur cette orbite. Après une première tentative non couronnée de succès en 1964 un premier satellite Molnia est placé en orbite en avril 1965. Un réseau d'antennes paraboliques fixes de 12 mètres de diamètre, baptisé Orbita I, est construit sur tout le territoire de l'Union soviétique pour permettre la réception du signal des Molnia. Le système entre en service opérationnel en 1968. Les satellites sont conçus par le bureau d'études NPO PM de Krasnoïarsk (devenu ISS Reshetnev en 2014) qui construit la première version, Molnia-1, à 37 exemplaires. Une variante à usage exclusivement militaire Molnia-1T (transpondeurs différents) est construite à 63 exemplaires et placée en orbite à partir de 1976. La deuxième génération à usage mixte, Molnia-2, n'est construite qu'à 20 exemplaires et est rapidement remplacée par les Molnia-3 qui permettent l'utilisation d'antennes paraboliques de 7 mètres de diamètre (Système Orbita 2).  Une dernière version 3K, dont la durée de vie est allongée de 3 à 5 ans, est produite à seulement 3 exemplaires. Les derniers exemplaires sont lancés en 2005 et font place l'année suivante aux satellites Meridian circulant sur la même orbite. Bien que les satellites Molnia aient joué un rôle majeur dans leur système de télécommunications par satellite, les soviétiques ont développé en parallèle trois familles de satellites de télécommunications en orbite géostationnaire : les Ekran pour les liaisons civiles, Gorisont pour la télévision et les Radouga militaires.

## Caractéristiques techniques
Le satellite Molnia a la forme d'un cylindre avec une extrémité conique de 4 mètres de haut pour un diamètre de 1,4 mètre. Le satellite a une masse entre 1 650  à   1 950 kg selon les versions. À sa base la plus large sont fixés les 6 panneaux solaires dans une configuration rappelant les ailes d'un moulin à vent. Toutes les versions utilisent la même plateforme Kaur-2. La partie centrale du satellite est constituée par un cylindre hermétique et pressurisé d'un volume de 2,5 m3 dans lequel l'électronique est maintenu à température constante. Le satellite qui est stabilisé 3 axes oriente les panneaux solaires vers le Soleil et les antennes vers la Terre. La propulsion principale repose sur un moteur fusée de 2 kN brûlant un mélange d'acide nitrique et de UDMH avec une impulsion spécifique de 290 secondes. Les panneaux solaires une fois déployés portent l'envergure à 8 mètres.

## Mise en œuvre
Pour fournir une couverture permanente avec un recouvrement suffisant, la configuration normale comprend 8 satellites répartis en quatre paires circulant sur des plans orbitaux faisant un angle de 90° entre eux.

## Les différentes versions
| Série      | Dates lancement | Nombre de satellites | Caractéristiques                                                              |
| ---------- | --------------- | -------------------- | ----------------------------------------------------------------------------- |
| Molnia-1   | 1964-1975       | 37                   | Première génération Masse 1 650 kg, durée de vie 1,5 à 2 ans.                 |
| Molnia-1S  | 29 juillet 1974 | 1                    | Premier satellite soviétique placé sur une orbite géostationnaire (prototype) |
| Molnia-1T  | 1976-2004       | 63                   | Version exclusivement militaire                                               |
| Molnia-1Yu | 1967-1968       | 2                    | Utilisé pour tester le réseau de communications avec les sondes spatiales     |
| Molnia-2   | 1971-2005       | 20                   | 2e génération Masse 1 700 kg, durée de vie 1 an                               |
| Molnia-3   | 1974-2003       | 52                   | 3e génération, Masse 1 740 kg, durée de vie 3 ans                             |
| Molnia-3K  | 2001-2005       | 3                    | Version améliorée des Molnia-3, durée de vie de 3 à 5 ans                     |